# Pidgin
Pidgin (читается [пи́джин], ранее Gaim) — модульный клиент мгновенного обмена сообщениями на основе библиотеки libpurple. Поддерживает наиболее популярные протоколы. Распространяется на условиях GNU General Public License. Позволяет сохранять комментарии к пользователям из контакт‐листа. Может объединять несколько контактов в один метаконтакт.
Pidgin использует библиотеку GTK+ и является кроссплатформенным программным обеспечением.
В сентябре 2005 ведущего разработчика проекта Шона Игана наняла компания Google в команду проекта Google Talk.
По статистике от Jabber-сервера 404.city, на лето 2017 года Pidgin — самый популярный мессенджер для XMPP.

## История названия

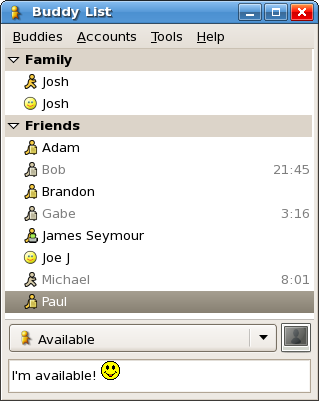
Gaim 2.0.0 beta 6 в GNOME 2.16.0

Программа была написана в 1999 году Марком Спенсером как эмулятор программы AOL Instant Messenger для Linux с использованием инструментария GTK+. Она была названа «GTK+ AOL Instant Messenger» соответственно. После того, как компания America Online потребовала убрать аббревиатуру «AOL» из названия программы, оно было заменено на сокращение «Gaim». Однако позже торговая марка «AIM» также была зарегистрирована компанией AOL, что привело к появлению новых претензий.
После анализа возможных рисков и серии настойчивых предупреждений со стороны AOL/Time Warner группа разработчиков Gaim приняла решение отказаться от использования имени «Gaim». Программа была переименована в Pidgin, библиотека libgaim — в libpurple, а консольный клиент gaim-text — в Finch.
После очередной смены названия затянувшаяся череда бета‐версий завершилась — 3 мая 2007 года вышла версия Pidgin 2.0.0.

## Возможности
- Метаконтакты.
- Запись протокола событий.
- Поддержка вкладок в окне разговора.
- Подключение к нескольким аккаунтам одновременно.
- Модульная структура.
- Установка аватаров.
- Настраиваемые сигналы действий пользователей.
- Интеграция с GNOME.
- Обмен файлами.
- Кроссплатформенность.
- В версии 2.3.0 добавилась возможность удержания открытым чата при закрытом окне.

## Поддерживаемые протоколы
поддерживаются версией 1.5.0 и выше
- Bonjour iChat
- Discord; через плагин
- Gadu-Gadu
- ICQ
- Skype; через плагин[9]
- XMPP (Google Talk, LJ Talk, Gizmo5, …)
- Internet Relay Chat (IRC)
- .NET Messenger Service (MSN)
- Novell GroupWise
- OpenNAP
- OSCAR (AIM/ICQ)
- SILC
- Mail.ru Агент; через плагин
- ВКонтакте; через плагин[10]
- Yahoo! Messenger

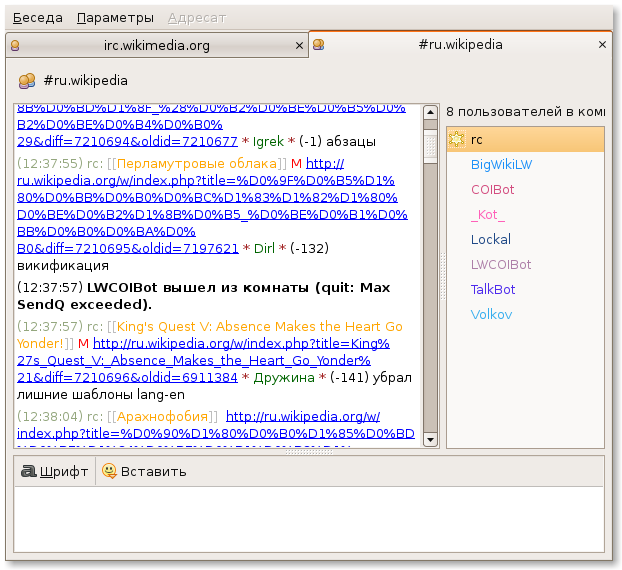
Окно беседы Pidgin 2.3.0 в среде GNOME 2.20.1

- Zephyr; поддерживаются версией 2.0.0beta4 и выше
- Lotus Sametime
- QQ; поддержка прекратилась в версии 2.8.0
- SIMPLE
- MySpaceIM
- Jingle
- Telegram; через плагин[11]
- Matrix; через плагин